# Jungermannia nipponica
Jungermannia nipponica là một loài rêu tản trong họ Jungermanniaceae. Loài này được (Sakurai & G. Takah.) S. Hatt. miêu tả khoa học lần đầu tiên năm 1944.